# Pedja
El riu Pedja (estonià: Pedja jõgi) és el quart riu més llarg d'Estònia. El seu naixement és a prop de Simuna, als vessants sud de les terres altes de Pandivere. El riu flueix 122 km pels comtats de Lääne-Viru, Jõgeva i Tartu abans d'unir-se a l'Emajõgi al nord-est del llac Võrtsjärv. Els últims 4 km de la secció del riu després de la confluència amb Põltsamaa es coneix com el Pede. L'assentament més gran del riu és Jõgeva.
Pedja també és l'origen del nom de Reserva Natural d'Alam-Pedja, una gran àrea protegida a la part baixa del riu.

## Afluents
- Kaave

## Heràldica
El riu Pedja està representat a l'escut de la ciutat de Jõgeva i Karla Liivola.

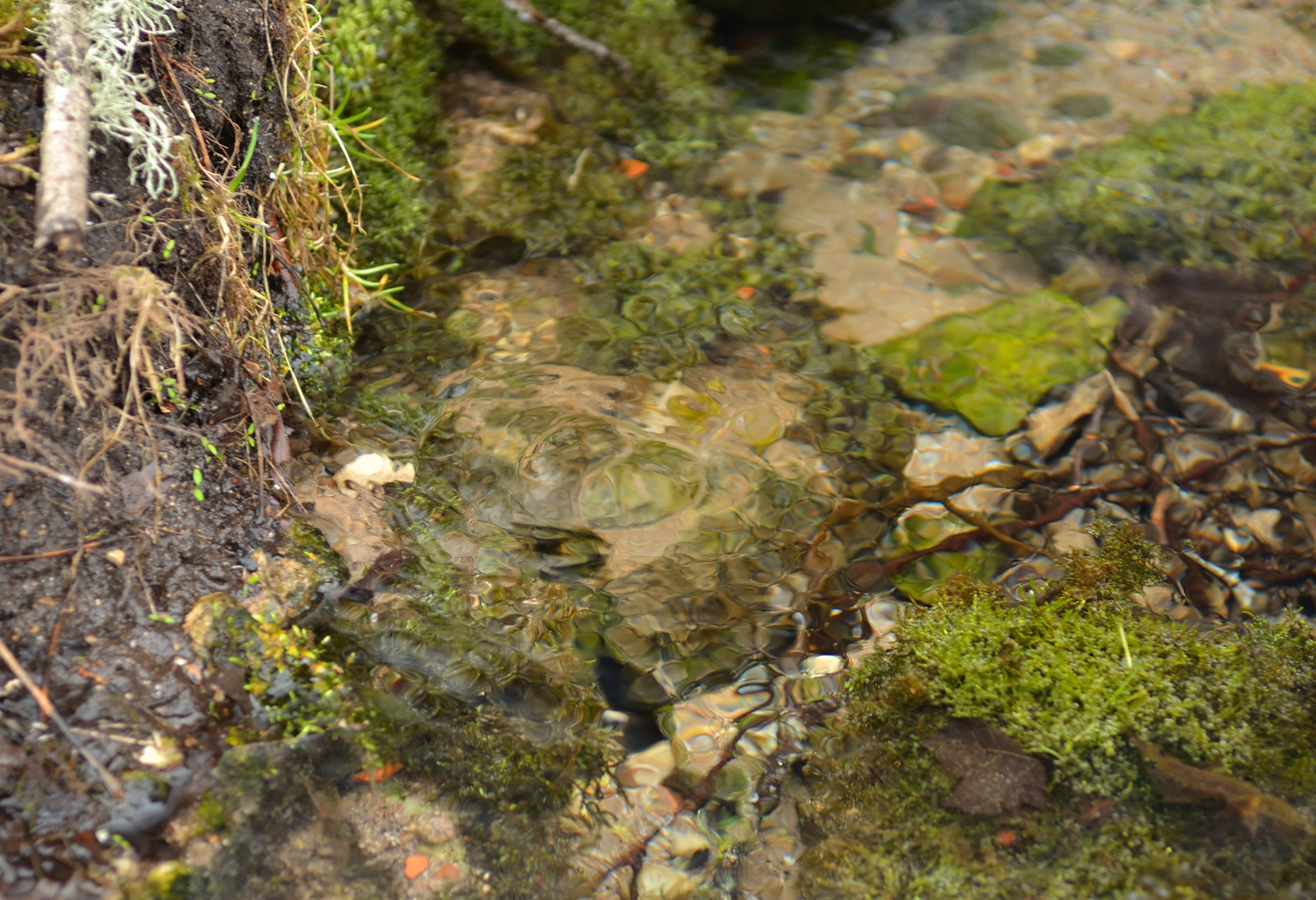
Simuna, començament del riu Pedja
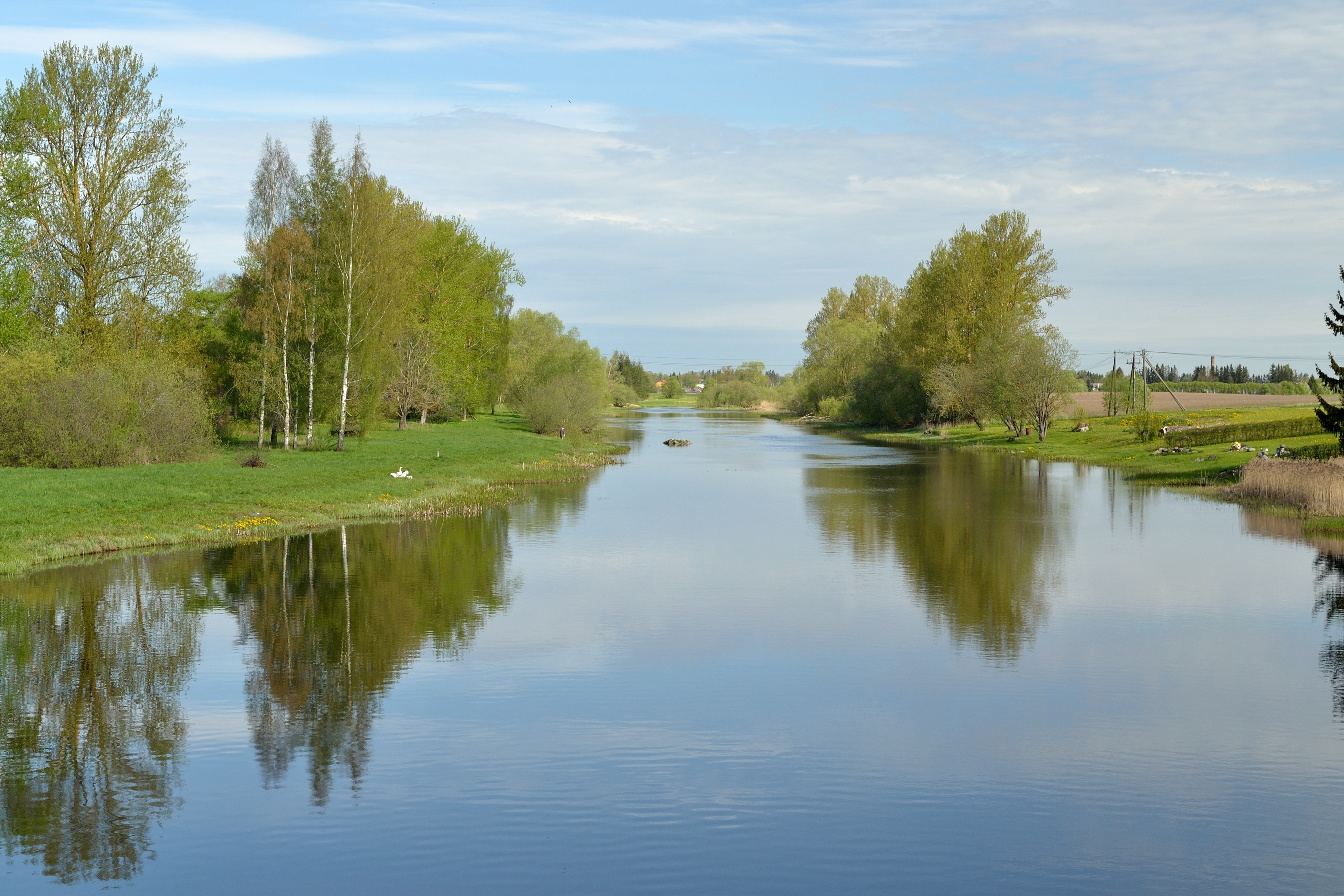
Riu Pedja a Jõgeva
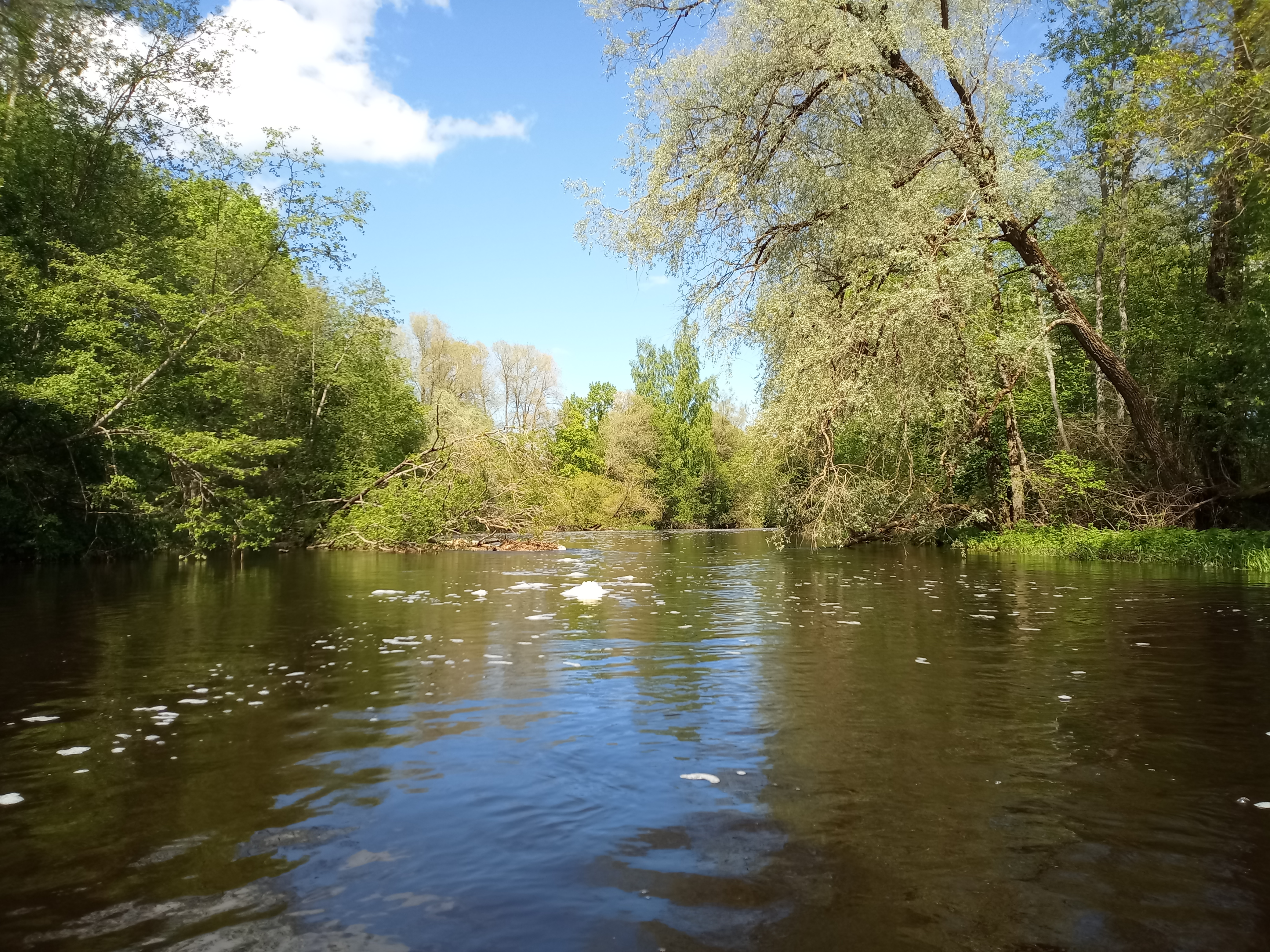
Pedja sota la presa de Painküla
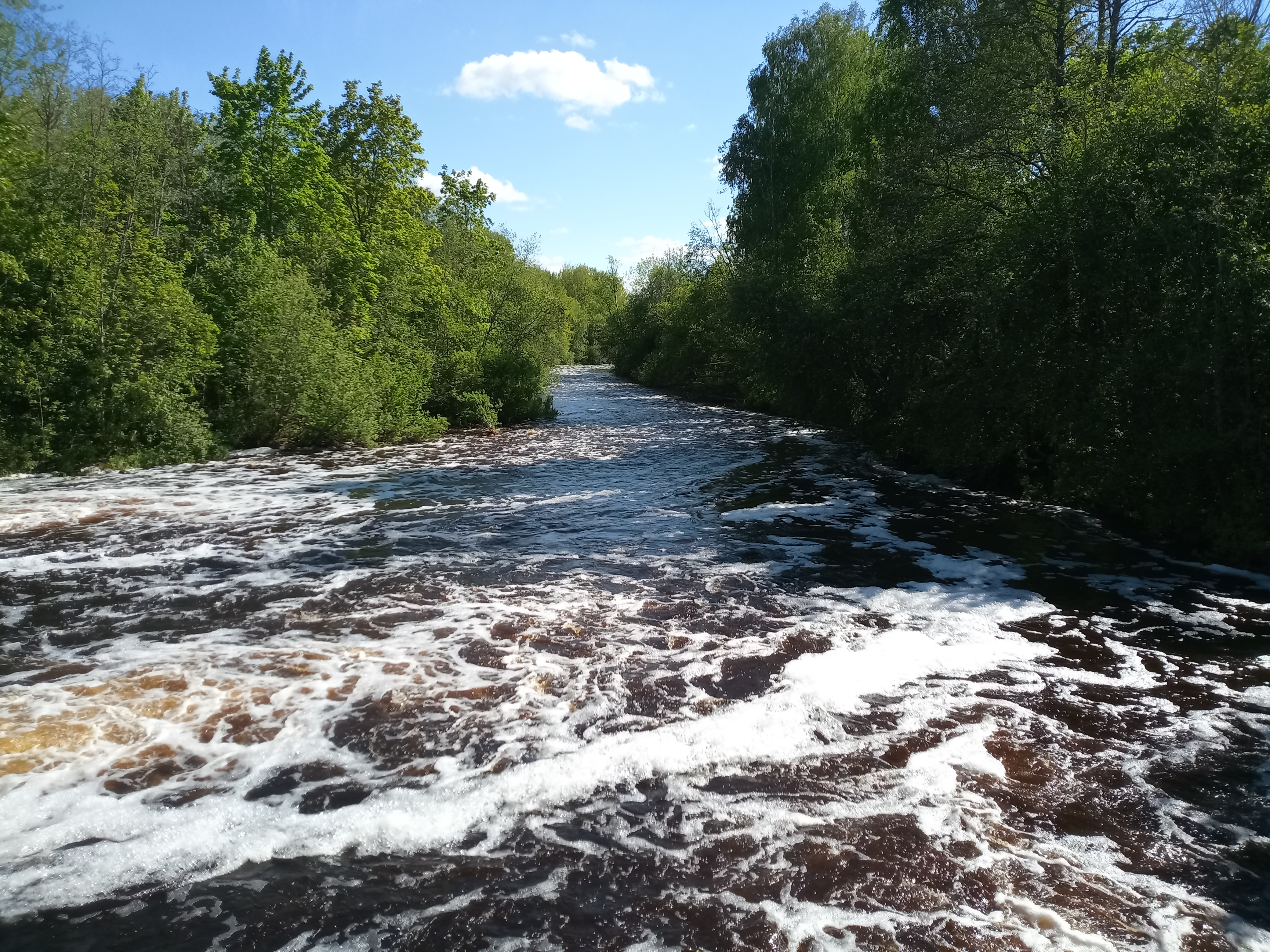
Pedja sota la presa Härjanurme
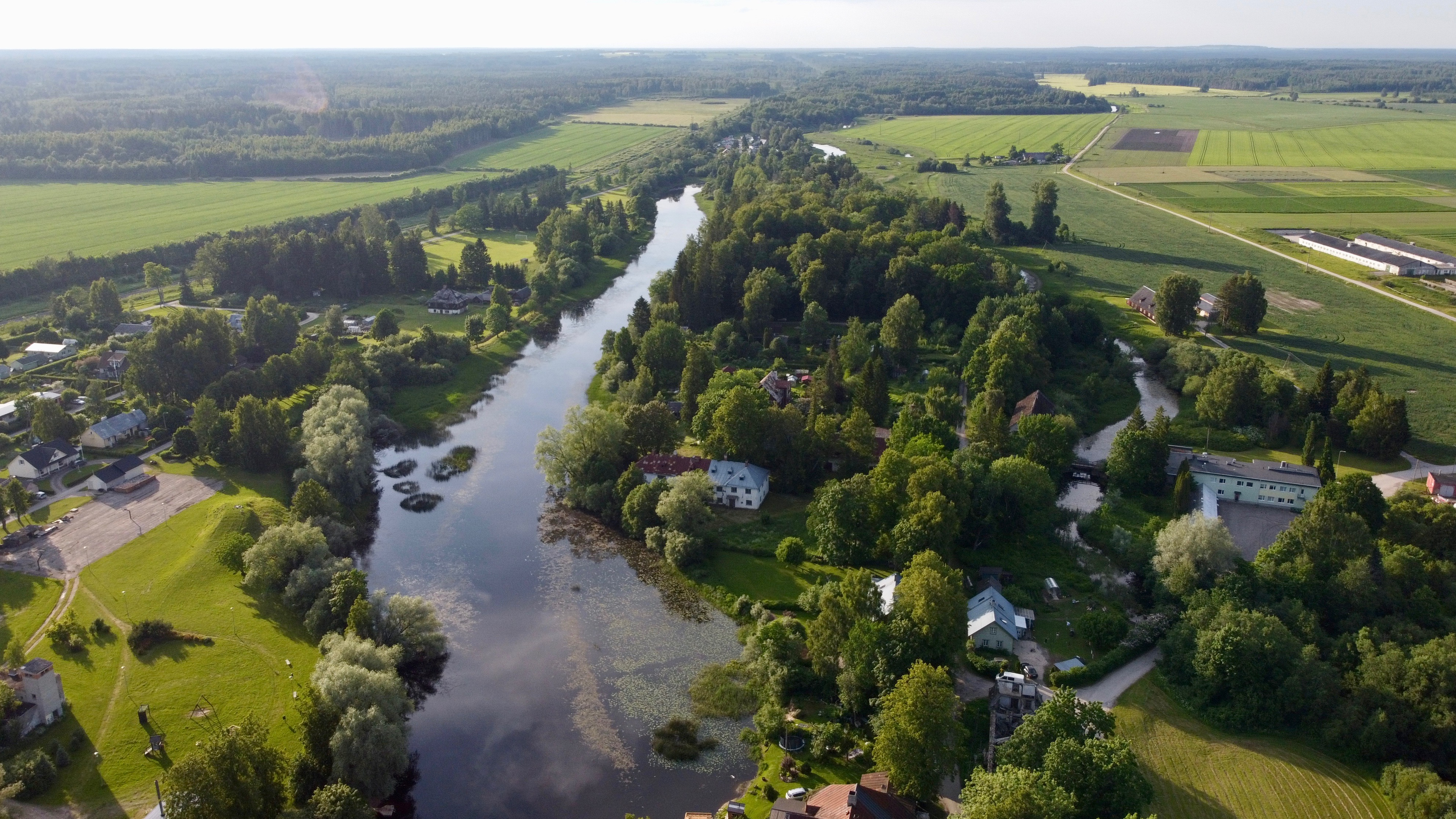
Riu Pedja i llac del molí de Jõgeva al Municipi de Jõgeva el juny de 2022